# King Biscuit Flower Hour (album)
King Biscuit Flower Hour är ett livealbum med den skotska rockgruppen Big Country från 1997. Det är inspelat på nyårsafton 1983 på Glasgow Barrowlands under bandets första stora turné.

## Låtlista
1. A Thousand Stars (4:25)
2. Angle Park (4:32)
3. Close Action (4:13)
4. Lost Patrol (4:48)
5. Wonderland (4:10)
6. The Storm (5:16)
7. Dundonald & Dysart säckpipsspel (3:40)
8. Porroh Man (7:51)
9. Chance (5:55)
10. Inwards (5:54)
11. Fields of Fire (6:38)
12. Harvest Home (4:37)
13. Drown in My Tears (3:15)
14. In a Big Country / Auld Lang Syne (8:13)
15. Intervju med Stuart Adamson